# Boleslas IV de Varsovie
Boleslas IV de Varsovie (polonais : Bolesław IV Warszawski né vers 1421 mort le 10 septembre 1454) est un duc de Mazovie de la dynastie des Piast qui règne de 1429 à 1454 sur Ciechanów, Czersk et Varsovie

## Biographie
Boleslas IV est le fils de Boleslas Januszowic et d'Anne Ivanovna († 3 mai/1er août 1458) fille du prince Ivan Olgimontovich. En 1429 Boleslas IV succède à son grand père, Janusz Ier l’Aîné, comme duc de Mazovie.
Lors du conflit qui oppose le royaume de Pologne allié au Grand-duché de Lituanie à l'ordre Teutonique, Boleslas tente de maintenir sa neutralité mais il est contraint de choisir son camp est se range du côté polonais.
Sa volonté d'annexer la Podlasie crée des tensions avec la Lituanie qui ne s'apaisent qu'après l'offre de médiation polonaise en 1443. Lors de l'interrègne de trois ans (1444-1447) qui suit la mort de Ladislas III Jagellon, tué à la Bataille de Varna, il est un temps prétendant à la couronne de Pologne, mais décide finalement d'appuyer Casimir, le frère de Ladislas, opposé à Frédéric l'électeur de Brandebourg.
Boleslas meurt en 1454 de la même épidémie qui emporte cinq de ses enfants. Ses quatre fils survivants se partagent ses possessions. Leur régence est assurée jusqu'en 1462 par leur mère et Paweł Giżycki l’évêque de Płock (en).

## Mariage et descendance
vers 1446 Boleslas IV épouse une princesse nommée Barbara (morte entre le 22 juin 1482 et le 9 juin 1497) d'origine inconnue selon l'Europäische Stammtafeln mais qui est désormais identifiée comme une fille Alexander (Olelko) Vladimirovich, duc de Slutsk–Kapyl et grand-prince de Kiev, également nommé Olelko car fils de Vladimir Olgerdovich, un fils d'Algirdas prince de Lituanie qui lui donne dix enfants :
1. Boleslas († avant 1453)
2. Janusz († avant 1454)
3. Conrad (1448/1450-1503)
4. Boleslas († avant 1454)
5. Casimir III
6. Janusz († avant 1455)
7. Anne (née 1446/1450 † 1477/1480) épouse en Przemyslas II de Cieszyn
8. Sophie (1453-1454)
9. Boleslas V
10. Janusz II